# Høneborg
Høneborg Slot eller Hakenør Voldsted er et voldsted i Børup skov, ved Lillebælt 8 km sydvest for Fredericia. 
Hakenør Voldsted dannede engang fundament for Høneborg Slot (også kaldet Hønborg - Henneberg eller Hakenør Slot).

## Historie
Der menes at borgen (kongeslottet) blev bygget i slutningen af middelalderen, på Valdemar Atterdags tid. Det blev bygget af holstenske adelsfolk for at sikre deres adgang til Fyn, idet de havde store dele af Danmark i pant. Dette bakkes op af at Høneborg optræder første gang i kilderne som kongeslot ved midten af 1300-tallet på Valdemar Atterdags tid.
Senere blev kongeslottet sæde for kongens lensmand for Hønborg Len, som var et lille selvstændigt len omfattende ca. det nuværende Elbo Herred. Kongerne gjorde ofte ophold på Høneborg, når de rejste i riget, og mange magtfulde mænd fra Danmarks historie har haft tilknytning til Hønborg.
Der menes, at det blev ødelagt af bønderne under Grevens Fejde og så måske genopbygget. 
Under Trediveårskrigen (kejserkrigen) i 1625-1627 rapporteres det nedbrændt af Albrecht von Wallensteins tropper sammen med Hønborg Ladegaard, som lå længere væk fra slottet. Sidstnævnte blev dog genopbygget kort efter. 
Lensmændene over Hønborg len boede på slottet
Fra Høneborg slot gik en vej til kirken i Taulov, som kaldtes "Fruens Kirkevej", ad hvilken almuen siger, at fruen i sin 4-hestes vogn hver juleaften kørte til kirken.
Efter at Christian 2. havde fået den jyske adels opsigelsesbrev i sin handske i Vejle tog han til Høneborg 1523. Her var han gæst til Erik Krummedige. 
Ifølge legenden (og Johannes V. Jensens roman Kongens Fald) lod kongen sig færge frem og tilbage mellem dette slot og Hindsgavl på den anden side af Lillebælt, før han besluttede sig til at tage til København.  Det blev til 20 gange, frem og tilbage.
Kilden til historien er en krønike fra 1538/1539 af Wolfgang von Utenhof og vurderes af moderne historikere til at være upålidelig.
I 1557, blev Hønborg len ved kongelig befaling lagt ind under Koldinghus Len
I "Peder Oxe, Et historisk billed" af Troels-Lund nævnes et møde på slottet i 1571 mellem Anna Hardenberg, Frederik II's elskerinde, og hertuginde Elisabeth af Danmark.
Hønborg nævnes sidste gang i kilderne i 1572

## Slotsbanken i dag
Det er bygget op som en firesidet borgbanke med stejle skråninger, der tidligere var omgivet af en voldgrav (ringgrav) med yderdæmning. Voldgraven og yderdæmningen er stærkt udjævnet, så det er svært at se i dag. Slotsbanken er 6 – 8 m høj og måler 30 m i nord-syd og 45 – 50 m i øst-vest.
Voldstedet er dateret 1067 - 1535 e.Kr.
Koldinghusmuseet og Nationalmuseet opbevarer en del løsfund fra voldstedet, herunder 81 spredtliggende mønter (fundet i 1858-1910). De ældste mønter fra Erik Klippings tid (konge i perioden 1259 – 1286), men flest mønter fra Erik af Pommerns tid (konge 1396-1439).

## Lensmændoghøvedsmændpå Høneborg
- 1369 - Peder Iversen Lykke
- Godscalk Skarpenberg (Scharfenberch) (1350 - 1377) | Høvedsmand på Høneborg, fra Sachsen-Lauenburg
- 1397 - Claus Stampe | Høvedsmand, fra Holsten
- 1429 - Erik Petersen Rosenkrantz | Høvedsmand
- 1445 - Folmer Mortensen Gyrstinge | Høvedsmand på Høneborg [3] og søn af Morten Jensen Gyrsting
- 1487 - Peder Brockenhuus | Lensmand på Høneborg
- 1493 - Claus Krummedige
- 1504 - Thomas Nielsen (Lange) | Gift med den forriges enke.
- 1520 - Erik Krummedige | Thomas Nielsen Langes stedsøn
- - 1557 - Sidsel Timmesdatter Rosenkrantz | Enke efter Erik Krummedige.

Da Sidsel Rosenkrantz døde d. 28/11 1557, blev Hønborg len ved kongelig befaling lagt ind under Koldinghus Len. Sidsel Rosenkrantz er gravsat i det runde kapel ved Taulov Kirke.